# William Milne (tir)
Pour les articles homonymes, voir William Milne et Milne.
William Milne (né le 23 mars 1852 à Aberdeen et mort le 16 mars 1923 à Kingston upon Thames) est un tireur sportif britannique.
Il participe aux Jeux olympiques d'été de 1908 à Londres et aux Jeux olympiques d'été de 1912 à Stockholm où il remporte deux médailles d'argent en petite carabine par équipes à 25 mètres et en rifle couché 60 coups à 50 mètres.